# André Menez
Pour les articles homonymes, voir André et Menez.
André Menez est un biologiste français, spécialiste des protéines toxiques d’origine animale (serpents, scorpions, cônes et anémones de mer), né le 12 septembre 1943 à Vire dans le Calvados et mort le 2 février 2008 au Chesnay,.

## Biographie
Docteur en biologie de l’université Paris VII, André Menez entre au Commissariat à l'énergie atomique en 1968 en tant qu’ingénieur-chercheur au département de Biologie à Saclay, dans le service de Biochimie dirigé par Pierre Fromageot. En 1990, il lance le projet « Protéine 2000 », dont il prend la responsabilité en 1991. Au cours de cette même année, il devient, au sein de la direction des Sciences du Vivant, le chef du département d'Ingénierie et d'Etude des Protéines (DIEP) qu’il dirigera jusqu’en 2006.
En 2000 il reçoit le "Redi Award" de l'International Society on Toxinology  (IST). En 2006 il est nommé président de cette société.
En 2002, André Ménez devient l'un des responsables du programme national de lutte contre les risques nucléaires, radiologiques, biologiques et chimiques.
De 2003 à 2005 il occupe un poste de délégué à la recherche au Muséum national d'histoire naturelle. En 2006, il devient le deuxième président de cet établissement depuis la réforme de 2002, succédant à Bernard Chevassus-au-Louis. Gilles Bœuf prend sa succession en 2009.
Le prix "André Ménez" créé par le Dr Renée Ménez et la fondation "Toxinomics" a été attribué en 2009 à Marina B Silveira pour son travail sur la crotoxine.
André Menez était chevalier de l’Ordre national du Mérite et chevalier de la Légion d’Honneur.

## Sources
- « André Menez », article paru dans Le Monde le 17 février 2007.
- « Hommage à André Menez », article publié sur le site internet du Commissariat à l'énergie atomique le 5 février 2008.